# Описание и анализ памятников искусства
«Описание и анализ памятников искусства» — учебная дисциплина, преподаваемая на специальности «искусствоведение». Метод формально-стилистического анализа произведений искусства.
Преподается обычно на первом курсе (например, в МГУ, в ВШЭ) и является базовым предметом. В дальнейшем методология постоянно используется искусствоведами в работе при описании произведений искусства и составлении экспертиз.

## История сложения
Основоположником этого формального метода, существовавшего в искусствоведении в последней четверти XIX – первой трети XX в.,  является швейцарский искусствовед XIX века Генрих Вёльфлин, который оформил взгляды членов кружка эстета Конрада Фидлера в стройную теорию (Фидлер выдвинул теорию «абсолютного зрения», преодолевающего хаос эмпирических впечатлений и создающего «чистую форму»).
Вельфлин описал методологию в своем труде «Основные понятия истории искусства». Им описаны следующие оппозиции:
- Линейность и живописность
- Плоскостность и глубинность
- Замкнутая и открытая форма
- Множественность и целостность
- Ясность и неясность

Левая часть «пар понятий» характеризует по утверждению Вёльфлина ранние стадии развития любого исторического типа искусства, а также искусство классицизма, правая — поздние стадии и искусство стиля барокко. Многообразие переходных стадий развития стиля характеризуется взаимодействием всех пяти «пар понятий истории искусства». Вёльфлина называли «Гегелем в истории искусства». Вёльфлин также выдвинул девиз: «История искусства без имен», подразумевая, что в основу его исторической концепции положены закономерности формообразования, а не биографии художников. В лице Вёльфлина классическое искусствознание обратилось непосредственно к изучению закономерностей формообразования, специфичным именно для изобразительного искусства.
Основателем Венской школы формального анализа стал Франц Викхофф.
Метод Вельфлина после Первой мировой войны подвергался критике, вслед за ним возникнут концепция «истории искусства как истории духа» М. Дворжака и иконологическая школа Э. Панофского. В настоящее время эти методы (по крайней мере, в России) преподаются или используются совокупно, подход Вельфлина в России не считается устаревшим. В советской науке метод Вельфлина был сознательно законсервирован, использовался параллельно с отечественной, восходящей к иконографическим исследованиям Н. П. Кондакова традицией стилистического анализа (и казался более передовым). При этом Панофский считал формальный метод принципиально важным на пути к точной интерпретации, указывая, что только из единства формального и иконологического методов может родиться верное понимание произведения искусства как «символической формы».
Формальный метод Вельфлина лег в основу искусствоведческого образования и приобрел характер универсального инструмента исследования.

## Методология
Метод касается исключительно формальных аспектов произведения искусства, визуальной стороны (не описываются сюжет, иконография и т. п.). С помощью методологии искусствоведы учатся видеть, как построено пространство, какую роль играет линия, объём, плоскость, как трактован колорит и свет, композиция.

### Живопись[1]
- Живопись монументальная или станковая
- Формат работы, кадрирование, дистанция между произведением и зрителем (создается с помощью размера).
  - Роль рамы, иллюзорная рама.
- Силуэт, линия. Линейное и живописное начало.
- Композиция. Статика и динамика  композиции. Равновесие, соотношение частей изображения между собой и в целом. Геометрические схемы, их функция. Пространственная и плоскостная композиция.
- Пропорции, ритм, центральная ось, диагонали.
- Построение пространства. Плоскость, глубина, пространственные планы
- Точка зрения, линия горизонта (высокий, низкий и т. п.), ракурсы
- Перспектива (варианты перспективы — обратная перспектива, линейная перспектива). Воздушная перспектива.
- Светотень. Её роль в создании объёма. Её роль в создании эмоциональной выразительности.
- Цвет и колорит (теплый/холодный, локальный/тональный, насыщенный/приглушенный, «легкий»/«тяжелый»)
  - Тон, валёры, рефлексы.
  - Эволюция отношения к колориту в масляной живописи (классическая техника, импрессионисты, постимпрессионисты, экспрессионисты и др.)
- Мазок, его характер (открытая фактура, гладкая фактура), направленность мазков, размер и т. д.
  - Лессировки
  - Фактура как стилистический и индивидуальный признак.

### Скульптура[2]
- Одиночная статуя и статуарная группа.
- Постамент и постановка. Место скульптуры в пространстве.
- Материал и техника. Свойства материалов: плотность, фактура, пластичность, светопроницаемость, цвет.
- Приемы работы в разных материалах (лепка, ваяние, отливка).
- Движение в скульптуре. Способы передачи движения («движение действия», хиазм, контрапост, органическое движение, S-образное движение и др.). Проблемы связанные с движением: тело и драпировка, особенности передачи движения сидящей, лежащей фигуры и др.

### Архитектура[2]
- Материал, масса, объем, членения, пропорции, ритм.
- Симметрия/асимметрия, динамика в архитектуре.
- Понятие тектоники, тектоника /атектоника.
- Пространство в архитектуре. Внешнее и внутреннее пространство. Пространство и среда (естественная- искусственная, ландшафтная - городская). Внутреннее пространство и принципы его организации. Статика и динамика пространства. Свет и цвет в архитектуре.